# Tetrastichus planipennisi
Tetrastichus planipennisi is een vliesvleugelig insect uit de familie Eulophidae. De wetenschappelijke naam is voor het eerst geldig gepubliceerd in 2006 door Yang.